# Vintersjön
Vintersjön är en sjö i Hällefors kommun i Västmanland och ingår i Göta älvs huvudavrinningsområde. Sjön har en area på 0,758 kvadratkilometer och ligger 203,5 meter över havet. Sjön avvattnas av vattendraget Gullspångsälven (Liälven).

## Delavrinningsområde
Vintersjön ingår i det delavrinningsområde (664546-141902) som SMHI kallar för Utloppet av Vintersjön. Medelhöjden är 215 meter över havet och ytan är 4,39 kvadratkilometer. Räknas de 78 avrinningsområdena uppströms in blir den ackumulerade arean 1 022,91 kvadratkilometer. Gullspångsälven (Liälven) som avvattnar avrinningsområdet har biflödesordning 2, vilket innebär att vattnet flödar genom totalt 2 vattendrag innan det når havet efter 375 kilometer. Avrinningsområdet består mestadels av skog (55 procent) och sankmarker (20 procent). Avrinningsområdet har 0,74 kvadratkilometer vattenytor vilket ger det en sjöprocent på 16,9 procent.